# Веселогорская волость
Веселого́рская во́лость — административно-территориальная единица Славяносербского уезда Екатеринославской губернии.
По состоянию на 1886 год состояла из 4 поселений, 5 сельских общин. Население — 2 054 лица (1 055 мужского пола и 999 — женского), 304 дворовых хозяйства.
|                       | Площадь, десятин | В том числе пахотной, десятин |
| --------------------- | ---------------- | ----------------------------- |
| Сельских общин        | 2784             | 2380                          |
| Частной собственности | 8369             | 4750                          |
| Другой собственности  | 238              | 120                           |
| В целом               | 11391            | 7250                          |

Крупнейшее поселение волости:
- Весёлая Гора — собственническое село при реке Северский Донец в 25 верстах от уездного города, 845 человек, 154 двора, православная церковь, школа, лавка, винокуренный завод, паровая мельница, 2 ярмарки в год.
- Раевка — собственническое село при реке Северский Донец, 538 человек, 80 дворов.